# Маріонеткова держава
Маріоне́ткова держа́ва — держава, яка є de jure незалежною, але de facto повністю залежить від зовнішньої влади та підкоряється її наказам. Маріонеткові держави мають номінальний суверенітет, за винятком того, що іноземна держава фактично здійснює контроль за допомогою економічної чи військової підтримки.

## Опис
Термін може мати два значення.
По-перше, він вживається по відношенню до держави, існування якої залежить від зовнішньої сили, і яка дотримується у всіх ключових питаннях своєї політики позиції іноземної держави, від якої залежить. Така влада може бути названа «маріонетковим режимом», що підкоряється іншій державі в системі міжнародних відносин, хоча формально і є незалежною.
Друге тлумачення може означати державу, створену в результаті іноземної військової інтервенції. У такому разі мова може йти про державу — наступника, яка створена і підтримується зовнішньою силою.
Згідно з такими тлумаченнями, в маріонетковій державі існує або ж брак демократії (тому що його політика визначається ззовні), або ж обмеження суверенітету (тому що вона створена зовнішньою силою, що порушує правила суверенної правонаступності). З цих причин термін «маріонеткова держава» застосовується лише до сучасного світу, для якого вважається, що кожна держава має існувати лише згідно з волею свого народу. Стосовно старовини, бажанішим є терміни «васальна держава» тощо.
Термін часто застосовується в політичній боротьбі; мається на увазі, що подібна держава є не цілком законною. Класичним прикладом подібного режиму є держава Маньчжоу-Го, створена Японією в 1932.
Також вживаними є терміни «держава-клієнт», «держава-сателіт» і «протекторат».

## Перші маріонеткові держави
Першою маріонетковою державою в сучасному розумінні була Батавська республіка, встановлена на території Нідерландів під час воєн революційної Франції.
Перші маріонеткові держави, в сенсі нових держав, чиє створення стало можливим втручанням зарубіжної влади, були Італійськими республіками, створеними наприкінці 18-го і початку 19-го століття з допомогою і заохоченням Наполеонівської Франції. Дивись Французькі клієнтські республіки.
Куба і Панама були відокремлені від своїх метрополій (Іспанія і Колумбія) в результаті інтервенції США, але з часом розвинулися в самостійні незалежні держави.
У 1895 Японія звільнила Корею від васальної залежності перед Китаєм, щоб згодом анексувати.
Інші маріонеткові держави :
- Латинська імперія (1204 — 1261) утворена внаслідок поділу Візантійської імперії хрестоносцями під владою Франції.
- Франція від 1419 до 1436 під час Столітньої війни, на чолі з Джоном Ланкастерським французьким регентом в Парижі і англійським контролем понад 40 % площі і більшості населення Франції. Англійська корона розглядала її як дуалістичну монархію, але Франція на південь від Луари, за винятком Ґасконі, ніколи не визнавало її як законну.
- Ацтекська імперія від 1525 до 1526 під головуванням Дієго Веласквез Тлакотзін, який був обраний і управлявся завойовником Кортесом.
- Від 1541 до 1699, Трансильванія за гарантію незалежності була платником річної данини Османської імперії.
- Бенгалія під головуванням Мір Джафар і Мір Касім після битви під Плессі від 1757 до 1764. Була залежна від Великої Британії, що робить її першою Британською колонією на Індійському субконтиненті після завдання поразки Бенгалії при Буксарській битві.
- Французькі клієнтські республіки (1792 — 1815), контрольовані Першою Французькою Республікою і Першою Французькою Імперією стали клієнтськими королівствами з членами сім'ї Бонопарта як номінального глави держави.
- Царство Польське (1815 — 1915), під владою Російської імперії.
- Нікарагуа (1856—1857), під президентством американського авантюриста і найманця Вільяма Волкера. Волкер намагався завоювати кілька латиноамериканських країн у середині 19-го століття. Режимом Волкера в Нікарагуа керував Уолл-стритський промисловий магнат Корнелій Вандербільт.
- Друга Мексиканська імперія (1864—1867), під головуванням Максимиліана I, що був поставлений Наполеоном III за часів Другої Французької Імперії під час Французько-мексиканської війни.
- Гондурас (1876—1891), під контролем Гватемали.
- Республіка Гаваї (1894 — 1898), під владою американського бізнесмена Сенфорда Б. Доула, який став президентом, утримував королеву Ліліуокалані під домашнім арештом, задля приєднання США.

## Перша світова війна. Громадянська війна в Росії
Держави у Східній Європі, що були створені з ініціативи або за підтримки Німецької імперії й проіснували до її поразки у Першій Світовій війни:
- Білоруська Народна Республіка (1918)
- Курляндське і Семігальське герцогство (1918)
- Литовське королівство (1918)
- Польське королівство (1916–1918)
- Об'єднане Балтійське герцогство (1918.III—XI)

Держави у Східній Європі, що були створені з ініціативи або за підтримки більшовицької Росії й були поглинуті іншими радянськими республіками або увійшли до складу СРСР:
Білорусь
- Радянська соціалістична республіка Білорусі (1919.І—ІІ)
- Радянська соціалістична республіка Литви і Білорусі (1919.II—VIII)
- Радянська соціалістична республіка Білорусі (1920—1922)

Литва
- Литовська радянська республіка (1918—1919)
- Радянська соціалістична республіка Литви і Білорусі (1919.II—VIII)

Україна
- Донецько-Криворізька радянська республіка (1918)
- Одеська радянська Республіка (1918)
- Українська Соціалістична Радянська Республіка (1919—1922)

## Японська імперія
Наприкінці XIX і першій половині XX століть Японія узяла курс на побудову в Південно-східній Азії так званої «Великої Азійської Сфери Сопроцвітання» на чолі з собою. Боротьба за домінування досягла апогею під час Другої Світової війни. В ході цієї боротьби був створен ряд маріонеткових держав.
Союзники
- Маньчжурська держава (1932—1945)
- Тимчасовий Уряд Китаю (14 грудня 1937 — 30 березня 1940) — замінено Нанкинським Національним Урядом[3]
- Нанкинський Національний Уряд (30 березня 1940 — 1945) — колабораціоністський режим з центром в Нанкині[4]
- Держава Бірма (Бірма, 1942—1945).
- Друга Філіппінська Республіка (1943—1945) — колабораціоністський режим.
- Тимчасовий уряд Вільної Індії (1943—1945), засновано в Сінгапурі, очищеному Японією від британської присутності. Фактично управлялося експатріантами з Індії, і японськими військовими.
- В'єтнамська імперія (1945.III—VIII)
- Королівство Камбоджа (березень-серпень 1945)
- Королівство Луанг-Прабанг (1945).

Засновувавши ці держави, Японія представляла себе цивілізуючою силою, і визволителькою народів Азії від колоніального панування Британії (Індія, Сінгапур), і Франції (В'єтнам, Камбоджа, Лаос).

### Залежні
- Чахарська Політична Рада (жовтень 1935 — квітень 1937);
- Автономна область Східний Хопей (листопад 1935 — липень 1937);
- Менцзян (квітень 1937 — 1945) — засновано у Внутрішній Монголії. Користувалося значною автономією, але не отримало незалежності, оскільки Японія боялася, що її китайські союзники захоплять контроль над цією територією.[5]
- Уряд Дадао в Шанхаї 1937—1940.

### Інші
Японія також планувала створити маріонеткову російську державу в Зовнішній Маньчжурії, тобто на російському Далекому Сході. Передбачалося заснувати японську адміністрацію в Забайкаллі, Владивостоці і на Камчатці. Цей проект не вийшов із стадії планування.
До інших нездійснених проектів належало створення незалежної Індонезії (тоді званою Голландська Індія).

## Друга світова війна
Декілька європейських урядів під егідою Нацистської Німеччини і Італії протягом Другої Світової війни.
Союзники
- Болгарське царство (1940—1944) — уряди Богдана Філова і Добри Божилова.
- Незалежна Держава Хорватія (1941—1945) — монархія на чолі з Томиславом II, керувалася Анте Павелічем і усташами.
- Румунське королівство (1940—1944) — уряд Йона Антонеску за підтримки Залізної гвардії.
- Словацька республіка (1939—1945) — режим Йозефа Тисо.
- Угорське королівство (1944—1945) — режим Фе́ренца Са́лаші за підтримки Партії схрещених стріл.
- Французька держава (1940—1944) — уряд Анрі Філіппом Петена.

Протекторати
- Албанське Королівство (1939—1943) — італійський протекторат.
- Албанське Королівство (1943—1944) — німецький протекторат.

### Маріонеткові режими під контролем Німеччини і Італії
- Бельгія (1939—1945) — Рексизм і Фламандський національний союз були німецькими маріонетковими режимами. Рексизм і Фламандський Національний Союз добилися деякого успіху на виборах в 1930-х і багато хто з їх членів допоміг нацистській окупації в 1940 під час II Світової війни.
- Нідерланди (1939—1945) — Націонал Соціалістичний Рух в Нідерландах (голландська: Nationaal-Socialistische Beweging in Nederland) був про-нацистським маріонетковим режимом.[6]
- Греція (1941—1944) — режими Георгіоса Цолакоглу, Константиноса Логофетопулоса і Іоанніса Ралліса були «коллабораціоністськими» маріонетковими урядами[7] під час Окупації Греції країнами Осі. Німеччина, Італія, і Болгарія зайняли різні частини Греції за часів цих режимів.
- Сербія (1941—1944) — режим генерала Мілана Недіча, відоміший як Сербія Недича, був німецьким маріонетковим режимом.[8]
- Чорногорія (1941—1944) — режим заснованний Секулой Дрлевичем був італійським маріонетковим режимом з 1941 до 1943 і німецьким маріонетковим режимом з 1943 до 1944. Дрлевич був головою Чорногорських Федералістів і сформував Тимчасовий Адміністративний Комітет Чорногорії.
- Піндсько-Мегленське князівство (1941—1944) — Принціпат Пінду і воєводства Македонії (Principatu di la Pind) було автономною державою під спільним управлінням фашистської Італії та Болгарії в північно-західній Греції і на півдні Югославії.
- Локотське самоврядування, Росія (1941—1943) — Локотська республіка на чолі з Константином Воскобойниковим і Брониславом Каминським була напівавтономним регіоном на російських територіях окупованих нацистами під цілком російською адміністрацією. «Республіка» займала площу декількох районів Орловської і Курської областей.
- Білоруська центральна рада (1943—1944) — була номінальним урядом Білорусі в 1943—1944.
- Норвегія (1943—1945) — після окупації Норвегії Нацистською Німеччиною 9 квітня 1940 на чолі країни був рейхскоміссар Джозеф Тербовен. 1 лютого 1943 про-нацистський уряд очолив Видкун Абрахам Лауриц Йонссьон Квислінг.
- Банат (1941—1944) — напівавтономна територія, яка була де-юре частиною Сербії, але де-факто була під владою її етнічної німецької меншості.

### Італійська соціальна республіка
- Італійська соціальна республіка (1943—1945, відома також як Республіка Сало) — генерал П'єтро Бадольо і король Віктор Еммануїл III вивели Італію з військового блоку Країни Осі і перемістили уряд в південну Італію, вже завойовану Союзниками. У відповідь, німці зайняли північну Італію і заснували Італійську Соціальну Республіку ('Repubblica Sociale Italiana' або RSI) з італійським диктатором Беніто Муссоліні як «Головою Держави» і «Міністром Закордонних Справ».

## Маріонеткові держави СРСР до 1939
- Тувинська Народна Республіка, або ж Танну-Тува (1921—1944). Ця держава наприкінці XIX століття відокремилася від Китайської імперії. До революції у Росії 1917 року вона знаходилося під протекторатом Російської імперії, а після революції, внаслідок свого геополітичного положення та природних умов (деякі частини території були доступними лише з боку Росії), — під сильним впливом СРСР. У часи Другої світової війни Туву було включено до складу СРСР (1944) на правах національної автономії.
- Монгольська Народна республіка — Зовнішня Монголія (у 1921—1950 роках контролювалась і підтримувалась Радянською Росією а потім СРСР), незалежність якої від Китаю була визнана КНР лише 1950 року.

## Маріонеткові держави СРСР після 1939
- Фінська Демократична Республіка (1939—1940) Suomen Kansanvaltainen Tasavalta був недовготривалим радянським маріонетковим режимом в тих незначних частинах Фінляндії, що були окуповані Радянським Союзом під час Радянсько-фінської війни.
- Друга Східнотуркестанська Республіка (1944—1949) — недовготривала про-радянська сепаратистська республіка, на теренах сучасного Сіньцзян-Уйгурського автономного району

Наприкінці Другої Світової війни Радянський Союз підтримував створення комуністичних режимів у Східній Європі. Особливо, Народних республік у Польщі, Румунії, Болгарії, Угорщині та Німеччині під контролем Радянського Союзу, що на той час були окуповані військами Червоної армії.
- Польща (1944—1947)
- Болгарія (1944—1946)
- Угорщина (1944—1945)
- Румунія (1945—1946)
- Чехословаччина (1945—1948)
- Азербайджанський Народний Уряд (1945—1946) — недовготривала про-радянська клієнтська держава в Північному Ірані

## Південноафриканські бантустани
Класичним прикладом маріонеткових режимів були так звані бантустани (або «батьківщина», англ. homeland), створені в часи апартеїда відповідно до «Закону про самоврядування банту» (під банту розумілося все чорношкіре населення ПАР). Формально вони вважалися національними автономіями з власними урядами, дипломатичним апаратом, арміями і громадянством. Чотири бантустана формально отримали незалежність, не визнану, проте, міжнародним суспільством.
Основні причини, по яких бантустани вважаються маріонетковими режимами, такі. Все чорношкіре населення, що становило більшість в ПАР, було приписане до різних бантустанів, що отримали невелику частку території.
Чорношкірі були позбавлені громадянства ПАР, отримавши замість нього громадянство відповідного бантустану. У таких умовах вони виявилися на основній території ПАР на правах іноземної робочої сили, обмеженої в переміщеннях, і що не бере участь в політичній системі. Зразковим аналогом бантустанів є індіанські резервації в США і Канаді, але збіг не є стовідсотковим.
Після краху апартеїду всі бантустани включені до складу ПАР.
У сучасній політиці слово «бантустан» є прозивним, і позначає відсталу маріонеткову державу, засновану за етнічним принципом.

## Сучасний приклад
На сьогодні держава Росія володіє кількома квазі–державами
Такими як:
- Нагірно-Карабаська Республіка
- Південна Осетія
- Абхазія, вважається маріонетковою державою, яка залежить від Росії[9][10]
- ПМР, іноді вважається маріонетковою державою, яку підтримує Росія[11][12][13][14]
- Окремо можна виділити терористичні організації ДНР та ЛНР (широко вважаються російськими маріонетковими державами[15][16])
- Білорусь, час від часу описується як російська маріонеткова держава або de facto російська з 2022 року після придушення білоруських протестів у 2020–2021 за підтримки Росії[17][18][19][20] (Режим Лукашенка (формально))